# Језеро Ђол
Језеро Ђол је природно језеро, смештено у селу Љољићи, Општина Језеро
Ово језеро се налази у долини реке Пливе, уз њену десну обалу, испод планине Отомаљ, у близини магистралног пута Језеро - Шипово, 8 km од центра Шипова.
Језеро чине Велики Ђол и Мали Ђол, који су међусобно удаљени око 300 метара. Мали Ђол има физичку везу са реком Пливом, док Велики Ђол нема, ипак они представљају јединствени ходролошки систем.
Налазе се на надморској висини од 431 метар, површина Великог Ђола је око два хектара, а Малог Ђола око пола хектара.
 Језеро је лети примамљиво за купаче, због мирне и топле воде, али и за риболовце јер је богати смуђом и шараном. До језера постоји прилазни пут са паркингом и угоститељским објектом.